# Guilty All the Same
Singles de Linkin Park
A Light That Never Comes
(2013) Until It's Gone
(2014)
Pistes de The Hunting Party
All For Nothing The Summoning
Guilty All the Same est le premier single du 6e album studio du groupe de nu-metal américain Linkin Park. Il a été dévoilé le 6 mars 2014 sur Shazam. La chanson surprend de par son côté heavy et lourd, que le groupe avait plus ou moins abandonné depuis leur album Minutes To Midnight. Le rappeur Rakim participe sur ce titre.